# قائمة القوات المسلحة العربية
قائمة القوات المسلحة العربية هذه قائمة بالقوات المسلحة المتواجدة في العالم العربي.
| الشعار  | العلم   | البلد     | الاسم الرسمي                    | القائد الأعلى                 | الموقع الرسمي                                                     |
| ------- | ------- | --------- | ------------------------------- | ----------------------------- | ----------------------------------------------------------------- |
|         |         | مصر       | القوات المسلحة المصرية          | عبد الفتاح السيسي             | mmc.gov.eg                                                        |
|         |         | السعودية  | القوات العسكرية السعودية        | سلمان بن عبد العزيز آل سعود   | moda.gov.sa                                                       |
|         |         | اليمن     | القوات المسلحة اليمنية          | رشاد محمد العليمي             | yafm.net                                                          |
|         |         | الأردن    | القوات المسلحة الأردنية         | عبد الله الثاني               | jaf.mil.jo                                                        |
|         |         | الإمارات  | القوات المسلحة الإماراتية       | محمد بن زايد آل نهيان         | -                                                                 |
| -       |         | البحرين   | قوة دفاع البحرين                | حمد بن عيسى بن سلمان آل خليفة | bdf.gov.bh نسخة محفوظة 10 سبتمبر 2011 على موقع واي باك مشين.      |
|         |         | قطر       | القوات المسلحة القطرية          | تميم بن حمد بن خليفة آل ثاني  | -                                                                 |
| widthpx | -       | عُمان      | القوات المسلحة العمانية         | هيثم بن طارق                  | mod.gov.om                                                        |
| widthpx |         | الكويت    | الجيش الكويتي                   | مشعل الأحمد الجابر الصباح     | kuwaitarmy.gov.kw نسخة محفوظة 16 مايو 2014 على موقع واي باك مشين. |
|         | -       | العراق    | القوات المسلحة العراقية         | محمد شياع السوداني            | mod.mil.iq                                                        |
|         | -       | الجزائر   | الجيش الوطني الشعبي الجزائري    | عبد المجيد تبون               | mdn.dz                                                            |
| -       |         | المغرب    | القوات المسلحة الملكية المغربية | محمد السادس                   | -                                                                 |
|         |         | ليبيا     | القوات المسلحة الليبية          |                               |                                                                   |
| widthpx | -       | تونس      | الجيش الوطني التونسي            | قيس سعيد                      | defense.tn                                                        |
| widthpx | widthpx | موريتانيا | الجيش الموريتاني                | محمد ولد عبد العزيز           | -                                                                 |
| widthpx | -       | جيبوتي    | الجيش الجيبوتي                  | إسماعيل عمر جيله              | -                                                                 |
| -       | widthpx | جزر القمر | الجيش القمري                    | غزالي عثماني                  | -                                                                 |
| widthpx | -       | السودان   | القوات المسلحة السودانية        | عبد الفتاح البرهان            | -                                                                 |
| widthpx |         | الصومال   | الجيش الصومالي                  | محمد عبد الله محمد            | -                                                                 |
| widthpx | -       | فلسطين    | قوات الأمن الوطني الفلسطيني     | محمود عباس                    | moi.pna.ps نسخة محفوظة 4 أغسطس 2024 على موقع واي باك مشين.        |
| widthpx |         | لبنان     | الجيش اللبناني                  | -                             | lebarmy.gov.lb                                                    |
|         |         | سوريا     | القوات المسلحة السورية          | أحمد الشرع                    | -                                                                 |